# Małyja Darapiejewiczy
Małyja Darapiejewiczy (biał. Малыя Дарапеевічы; ros. Малые Доропеевичи, Małyje Doropiejewiczi) – wieś na Białorusi, w obwodzie brzeskim, w rejonie małoryckim, w sielsowiecie Czerniany.